# Volitve poslancev iz Slovenije v Evropski parlament 2024
Volitve poslancev iz Slovenije v Evropski parlament 2024 so potekale 9. junija 2024. Volivci so lahko izbirali med 98-imi kandidati s 11 kandidatnih list in izvolili devet predstavnikov v Evropski parlament. Mandate so prejele naslednje liste: SDS štiri, GS dva in VESNA, SD in NSi vsak po en mandat.
Na tokratnih volitvah je Slovenija prvič volila 9 poslancev, saj je Evropski parlament septembra 2023 potrdil 15 novih sedežev, med katerimi je bil eden dodeljen tudi Sloveniji.
Nastopilo je 11 list kandidatov, in sicer pet list parlamentarnih strank in šest list zunajparlamentarnih strank. Na isti dan so potekali tudi trije posvetovalni referendumi: o preferenčnem glasu na državnozborskih volitvah, rabi konoplje in prostovoljnem končanju življenja.

## Pomembnejši datumi
| Datum              | Volilno opravilo                                                                    |
| ------------------ | ----------------------------------------------------------------------------------- |
| 23. februar 2024   | predsednica republike uradno razpiše volitve                                        |
| 11. marec 2024     | dan, s katerim začnejo teči volilna opravila                                        |
| 24. april 2024     | rok za odprtje transakcijskih računov za kampanjo                                   |
| 9. maj 2024        | začetek uradne volilne kampanje                                                     |
| 10. maj 2024       | rok za oddajo obrazcev s podporo kandidatom zadnji dan za vložitev kandidatne liste |
| 14. maj 2024       | DVK opravi žreb vrstnega reda kandidatnih list                                      |
| 4. – 6. junij 2024 | predčasno glasovanje                                                                |
| 9. junij 2024      | volitve poslancev iz Slovenije v Evropski parlament                                 |
| 27. junij 2024     | znani končni uradni rezultati                                                       |

## Sodelujoče stranke
| Stranka/lista         | Stranka/lista | Stranka/lista                              | Nosilec liste     | Evropska stranka | Evropska stranka | Vložitev kandidature | Vložitev kandidature | Slogan                             |
| --------------------- | ------------- | ------------------------------------------ | ----------------- | ---------------- | ---------------- | -------------------- | -------------------- | ---------------------------------- |
| Potrjene kandidature  |               |                                            |                   |                  |                  |                      |                      |                                    |
|                       | SDS           | Slovenska demokratska stranka              | Romana Tomc       | ELS              | ELS              | 7. 5.                | 27 poslancev DZ      | Preudarno za Slovenijo v Evropi    |
|                       | NSi           | Nova Slovenija – krščanski demokrati       | Matej Tonin       | ELS              | ELS              | 19. 4.               | 8 poslancev DZ       | EU, poženi!                        |
|                       | SLS           | Slovenska ljudska stranka                  | Peter Gregorčič   | ELS              | ELS              | 3. 5.                | 1455 volivcev        | Močna EU za vse                    |
|                       | SD            | Socialni demokrati                         | Matjaž Nemec      | SES              | S&D              | 6. 5.                | 6 poslancev DZ       | Močna Evropa, močna Slovenija      |
|                       | Levica        | Levica                                     | Nataša Sukič      | SEL              | –                | 7. 5.                | 5 poslancev DZ       | Varnost                            |
|                       | Resni.ca      | Državljansko gibanje Resni.ca              | Zoran Stevanović  | –                | –                | 7. 5.                | 1055 volivcev        | Najprej Slovenija!                 |
|                       | Svoboda       | Gibanje Svoboda                            | Irena Joveva      | –                | RE               | 7. 5.                | 39 poslancev DZ      | V Evropi s svojo glavo             |
|                       | VESNA         | VESNA – zelena stranka                     | Vladimir Prebilič | EZS              | –                | 22. 4.               | 1380 volivcev        | Pogum za Evropo                    |
|                       | Zeleni        | Zeleni Slovenije                           | Klemen Grošelj    | –                | –                | 10. 5.               | 1263 volivcev        | V Evropi igramo v prvi ligi!       |
|                       | DeSUS         | Demokratična stranka upokojencev Slovenije | Uroš Lipušček     | EDS              | –                | 9. 5.                | 2017 volivcev        | Čas je za razum                    |
| DD                    | Dobra država  | –                                          | Uroš Lipušček     | –                |                  | 9. 5.                | 2017 volivcev        | Čas je za razum                    |
|                       | NOT           | Nič od tega                                | Violeta Tomić     | –                | –                | 10. 5.               | 1051 volivcev        | Korupcija za vse, ne le za peščico |
| Zavrnjene kandidature |               |                                            |                   |                  |                  |                      |                      |                                    |
|                       | Pirati        | Piratska stranka Slovenije                 | Urška Orehek      | EPS              | –                | 10. 5.               | 903 volivci          | /                                  |

## Rezultati
| Stranka | Stranka  | Stranka                                                    | Rezultati  | Rezultati | Rezultati   | Rezultati | Rezultati |
| Stranka | Stranka  | Stranka                                                    | Št. glasov | %         | Št. sedežev | +/-       |           |
| ------- | -------- | ---------------------------------------------------------- | ---------- | --------- | ----------- | --------- | --------- |
|         | SDS      | Slovenska demokratska stranka                              | 206.386    | 30,59     | 4 / 9       | 2         |           |
|         | Svoboda  | Gibanje Svoboda                                            | 149.200    | 22,11     | 2 / 9       | na novo   |           |
|         | Vesna    | VESNA – zelena stranka                                     | 71.023     | 10,53     | 1 / 9       | na novo   |           |
|         | SD       | Socialni demokrati                                         | 52.390     | 7,76      | 1 / 9       | 1         |           |
|         | NSi      | Nova Slovenija – krščanski demokrati                       | 51.812     | 7,68      | 1 / 9       | 0         |           |
|         |          |                                                            |            |           |             |           |           |
|         | SLS      | Slovenska ljudska stranka                                  | 48.637     | 7,21      | 0 / 9       | 1         |           |
|         | L        | Levica                                                     | 32.436     | 4,81      | 0 / 9       | 0         |           |
|         | Resni.ca | Državljansko gibanje Resni.ca                              | 26.767     | 3,97      | 0 / 9       | na novo   |           |
|         | DeSUS+DD | Demokratična stranka upokojencev Slovenije in Dobra država | 14.980     | 2,22      | 0 / 9       | 0         |           |
|         | Zeleni   | Zeleni Slovenije                                           | 10.865     | 1,61      | 0 / 9       | 0         |           |
|         | NOT      | Nič od tega                                                | 10.263     | 1,52      | 0 / 9       | na novo   |           |

| Glasovnice                    | Št. glasov | % glasovnic |
| ----------------------------- | ---------- | ----------- |
| Glasovi izvoljenim strankam   | 530.811    | 75,19 %     |
| Glasovi neizvoljenim strankam | 143.948    | 24,81 %     |
|                               |            |             |
| Veljavne glasovnice – skupaj  | 674.759    | 95,58 %     |
| Neveljavne glasovnice         | 31.182     | 4,42 %      |
| Skupaj                        | 705.941    | 100,00 %    |

## Zgodovina

### Razpis volitev
Stalni predstavniki članic EU so maja 2023 določili datum volitev od četrtka, 6. junija, do nedelje, 9. junija 2024.
Predsednica republike Nataša Pirc Musar je v petek, 23. februarja 2024 podpisala odlok o razpisu volitev slovenskih poslancev v Evropski parlament ter s tem uradno potrdila 9. junij kot dan volitev v Sloveniji. Volilna opravila so začela teči 11. marca.

### Vlaganje list
Kot prva je svojo kandidatno listo vložila Nova Slovenija. Vložili so jo s podpisi poslancev v petek, 19. aprila 2024. Nosilec liste Matej Tonin je poudaril, da si bodo prizadevali za dva poslanska mandata.
V ponedeljek, 22. aprila je svojo listo vložila še Vesna - zelena stranka, in sicer s podporo 1680 volivcev, ki so jih zbrali v treh dneh. Nosilec Vladimir Prebilič je poudaril, da bo njihova kampanja temeljila na vprašanju pravičnega zelenega prehoda.
V petek, 3. maja je na dan svobode medijev kandidatno listo na DVK vložila Slovenska ljudska stranka. Zbrali so 1455 podpisov državljanov, aktualni evroposlanec Bogovič je prepričan, da bo stranka kljub samostojni kandidaturi ohranila mandat v Evropskem parlamentu.
V ponedeljek, 6. maja so sledili Socialni demokrati. Ti so vložili listo s podpisi svojih poslancev, ob vložitvi pa pozvali na volitve, saj menijo, da Evropa potrebuje močno socialno demokracijo.
V torek, 7. maja so svoje liste vložili Slovenska demokratska stranka, Gibanje Svoboda in Levica, pa tudi neparlamentarna Resni.ca. Stranke so ob vložitvi pohvalile svoje kandidate na listi in poudarile ključne izzive, na katere bi se osredotočali.
V četrtek, 9. maja sta listo vložili stranki DeSUS in Dobra država, ki se na volitve podajata s skupno listo. Nosilec Uroš Lipušček je v izjavi poudaril, da se bodo v prvi vrsti zavzemali za mir.
V petek, 10. maja pa je listo vložila še stranka Zeleni Slovenije, ki pričakuje vsaj en mandat, osredotočali pa se bodo na trajnostni razvoj in učinkovit zeleni prehod. Sledila je še stranka Nič od tega, ki želi do uspeha na volitvah priti preko satirične kampanje in nastavljanja ogledala politikom. Kot zadnja je listo vložila še Piratska stranka Slovenije, vendar niso zbrali obveznih 1000 podpisov, za kar krivijo vlado, ker "ni zagotovila normalnega delovanja upravnih enot."

### Žreb vrstnega reda
Državna volilna komisija je žreb vrstnega reda list na glasovnici opravila v torek, 14. maja 2024. Predstavniki kandidatnih list so žrebali številke iz bobna in določile naslednji vrstni red:
1. Gibanje Svoboda
2. Slovenska demokratska stranka (SDS)
3. Vesna - zelena stranka
4. Demokratična stranka upokojencev Slovenije (DeSUS) in Dobra država (DD)
5. Slovenska ljudska stranka (SLS)
6. Nova Slovenija – krščanski demokrati (NSi)
7. Levica
8. Zeleni Slovenije (Zeleni)
9. Socialni demokrati (SD)
10. Državljansko gibanje Resni.ca
11. Nič od tega.

Volilna udeležba

## Volilna udeležba
Doslej so v Sloveniji Evropske volitve potekale štirikrat, prvič leta 2004. Za vse 4 je bila značilna nizka volilna udeležba, pod 30 %. Na tokratnih volitvah je bila udeležba več kot 40 %.
| Dan                            | Št. volivcev | % volilnih upravičencev | Vir    |
| ------------------------------ | ------------ | ----------------------- | ------ |
| Predčasno glasovanje – torek   | 18.210       | 1,20 %                  | [ 19 ] |
| Predčasno glasovanje – sreda   | 20.686       | 1,30 %                  | [ 20 ] |
| Predčasno glasovanje – četrtek | 19.667       | 1,20 %                  | [ 21 ] |
| Predčasno glasovanje – skupno  | 58.563       | 3,70 %                  | [ 21 ] |

| Ura                                                                       | Št. volivcev | % volilnih upravičencev | Vir    |
| ------------------------------------------------------------------------- | ------------ | ----------------------- | ------ |
| Nedelja – do 11.00 (v podatke niso všteti podatki predčasnega glasovanja) | 200.665      | 11,88 %                 | [ 22 ] |
| Nedelja – do 16.00 (v podatke niso všteti podatki predčasnega glasovanja) | 432.651      | 25,61 %                 | [ 23 ] |
| Nedelja – do 16.00 – skupno                                               | 491.214      | 29,31 %                 | [ 23 ] |
| Končna uradna volilna udeležba                                            | 706.204      | 41,80 %                 | [ 24 ] |

## Strankarsko dogajanje

### Nova Slovenija
V stranki NSi so kot prvi začeli oblikovati listo kandidatov za volitve. V začetku julija 2023 so k sodelovanju na skupni listi povabili Platformo sodelovanja, ki jo vodi Anže Logar, ter stranko SLS pod vodstvom Marka Balažica. Slednji so bili sodelovanju sprva naklonjeni, medtem ko je Logar po zasedanju upravnega odbora platforme, ki se je sestal 7. septembra, sporočil, da se na evropske volitve ne bodo podali. Kasneje je stranko zavrnila tudi SLS, saj so začeli oblikovati svojo listo.
Tonin je ob Logarjevi zavrnitvi dejal, da odločitev spoštuje. Dodal je, da je šla ponudba predvsem v smeri krepitve in prenove slovenske desne sredine, saj bi s tem po njegovih besedah lahko leta 2026 oblikovali močno desnosredinsko vlado.
Na tradicionalnem zimskem posvetu v začetku januarja 2024 so v stranki razpravljali tudi o evropskih volitvah. Predstavljeni so bili skoraj vsi kandidati, ki bodo nastopili na listi NSi-ja: Ljudmila Novak, poslanci Jernej Vrtovec, Janez Cigler Kralj in Vida Čadonič Špelič, predsednik stranke Matej Tonin, ki naj bi po poročanju časnika Večer bil tudi nosilec liste, predsednik Kluba županov in svetnikov NSi David Klobasa, predsednica Mlade Slovenije Katja Berk Bevc in občinska svetnica z Raven na Koroškem Mojca Erjavec.
V ponedeljek, 25. marca 2024 je izvršilni odbor NSi potrdil končno listo kandidatov, ki so jo javnosti nato uradno predstavili naslednji dan, 26. marca. Za nosilca liste so določili predsednika stranke Mateja Tonina, Ljudmila Novak pa je zasedla zadnje mesto na listi.
|  |     | Nosilec     | 2.              | 3.            | 4.          | 5.            | 6.                 | 7.                  | 8.             | 9.             |
|  | --- | ----------- | --------------- | ------------- | ----------- | ------------- | ------------------ | ------------------- | -------------- | -------------- |
|  | NSi | Matej Tonin | Katja Berk Bevc | David Klobasa | Mojca Sojar | Mojca Erjavec | Janez Cigler Kralj | Vida Čadonič Špelič | Jernej Vrtovec | Ljudmila Novak |

### Slovenska demokratska stranka
V stranki SDS je bilo na prijavni listi, sestavljeni konec leta 2023, evidentiranih preko 20 kandidatov. Med njimi Romana Tomc, Milan Zver, Franc Breznik, Branko Grims, Jelka Godec in Aleš Hojs.
Izvršilni odbor SDS-a se je sestal v torek, 6. februarja 2024, in določil končno listo za junijske volitve. Za nosilko liste je bila določena Romana Tomc, evroposlanka od leta 2014 dalje. Svet stranke je listo potrdil 17. februarja, ko je potekala tudi slavnostna akademija SDS, kjer se je vseh devet kandidatov predstavilo.
|  |     | Nosilka     | 2.         | 3.        | 4.            | 5.           | 6.            | 7.           | 8.              | 9.           |
|  | --- | ----------- | ---------- | --------- | ------------- | ------------ | ------------- | ------------ | --------------- | ------------ |
|  | SDS | Romana Tomc | Milan Zver | Aleš Hojs | Franc Breznik | Branko Grims | Franc Kangler | Alenka Forte | Karin Planinšek | Zala Tomašič |

### Gibanje Svoboda
Na seji sveta so v stranki Svoboda konec marca 2024 potrdili 7 kandidatov za evropske volitve. To so bili: Aleksander Merlo, Irena Joveva, Klemen Grošelj, Maša Kociper, Matej Grah, Tamara Vonta in Uroš Brežan.
Kljub temu, da je bil prvotno med najverjetnejšimi kandidati tudi aktualni evroposlanec Klemen Grošelj, je ta 3. aprila umaknil svoje soglasje h kandidaturi, neuradno zaradi njegovega mesta na repu liste. Po poročanju časopisa Delo naj bi Grošelj napovedal tudi izstop iz stranke.
Stranka je za mesto na listi kontaktirala predsednico DZ Urško Klakočar Zupančič, ki se za to ni odločila iz osebnih razlogov. Ponudbo so naslovili tudi na nekdanjo podpredsednico stranke in veleposlanico RS v Švici ter Nemčiji Marto Kos, ki je nastop na listi prav tako zavrnila.
Na Festivalu Svobode na Zbiljah, dne 6. aprila, so predstavili celotno kandidatno listo. Poleg že izbranih kandidatov so na listo uvrstili še poslanko Janjo Sluga, ministra za obrambo Marjana Šarca in državnega sekretarja Vojka Volka. Predstavili so tudi kandidata za evropskega komisarja, Tomaža Vesela, nekdanjega predsednika računskega sodišča ter predvidenega nosilca, Aleksandra Merla.
Kljub temu, da je prvotno bil za nosilca izbran Merlo, je svet stranke Svoboda 22. aprila določil, da to postane Irena Joveva. Na seji so potrdili tudi zaporedne številke ostalih kandidatov liste, Aleksander Merlo pa je bil iz liste odstranjen, po lastnih navedbah iz osebnih razlogov. Namesto njega je bil na četrto mesto uvrščen Jure Leben.
|  |         | Nosilka      | 2.         | 3.          | 4.         | 5.           | 6.           | 7.           | 8.         | 9.          |
|  | ------- | ------------ | ---------- | ----------- | ---------- | ------------ | ------------ | ------------ | ---------- | ----------- |
|  | Svoboda | Irena Joveva | Matej Grah | Janja Sluga | Jure Leben | Tamara Vonta | Marjan Šarec | Maša Kociper | Vojko Volk | Uroš Brežan |

### Slovenska ljudska stranka
13. novembra 2023 je stranka SLS za nosilca svoje liste potrdila političnega komentatorja in profesorja fizike, Petra Gregorčiča, nekdaj tudi predsednika programskega sveta RTV Slovenija. Slogan se glasi Močna EU za vse.
Glavni odbor stranke je 4. aprila potrdil kandidatno listo in jo javnosti uradno predstavil 5. aprila. Predsednik stranke Marko Balažic je zasedel zadnje mesto, evroposlanec Franc Bogovič pa tretje mesto liste. Vrstni red je bil uradno predstavljen ob vložitvi liste na DVK dne 3. maja 2024.
|  |     | Nosilec         | 2.         | 3.            | 4.                | 5.           | 6.        | 7.           | 8.         | 9.            |
|  | --- | --------------- | ---------- | ------------- | ----------------- | ------------ | --------- | ------------ | ---------- | ------------- |
|  | SLS | Peter Gregorčič | Nina Strah | Franc Bogovič | Sara Ahlin Doljak | Franc Pukšič | Mija Aleš | Aljaž Barlič | Kaja Galič | Marko Balažic |

### Socialni demokrati
Na kongresu stranke 13. aprila je vršilec dolžnosti glavnega tajnika potrdil, da bo lista SD za evropske volitve znana pred koncem aprila, ter da v stranki soglašajo, da je Matjaž Nemec nosilec liste, Milan Brglez pa kandidat na zadnjem mestu.
Volilna konvencija in predsedstvo SD sta kandidatno listo potrdila 25. aprila 2024. Za nosilca je bil potrjen Matjaž Nemec, na listo pa sta bila uvrščena tudi minister za kohezijo in regionalni razvoj Aleksander Jevšek ter nekdanja evroposlanka stranke, Mojca Kleva Kekuš.
|  |    | Nosilec      | 2.                | 3.                | 4.                | 5.             | 6.                    | 7.           | 8.          | 9.           |
|  | -- | ------------ | ----------------- | ----------------- | ----------------- | -------------- | --------------------- | ------------ | ----------- | ------------ |
|  | SD | Matjaž Nemec | Mojca Kleva Kekuš | Aleksander Jevšek | Lucija Karnelutti | Matevž Frangež | Aleksandra Vasiljević | Primož Brvar | Neva Grašič | Milan Brglez |

### Levica
Mediji so septembra 2023 poročali, da naj bi o kandidaturi za evroposlanca resno razmišljal bivši koordinator stranke, Luka Mesec.
Mesec je v intervjuju dne 16. marca 2024 potrdil kandidaturo na evropskih volitvah. Dejal je, da bo kandidiral na zadnjem mestu v znak podpore listi, saj da mu je delo v vladi še naprej prioriteta.
V začetku aprila je stranka oblikovala predlog kandidatne liste, na čelu katere naj bi bila poslanka Nataša Sukič, kandidirala pa naj bi tudi državna sekretarja Dan Juvan in Luka Omladič.
Svojo končno listo, potrjeno tudi s strani Sveta Levice, je stranka predstavila 23. aprila 2024. Za nosilko je bila potrjena Nataša Sukič, na sedmo mesto pa je bila uvrščena tudi pisateljica Svetlana Slapšak.
|  |        | Nosilka      | 2.        | 3.          | 4.          | 5.               | 6.           | 7.               | 8.           | 9.         |
|  | ------ | ------------ | --------- | ----------- | ----------- | ---------------- | ------------ | ---------------- | ------------ | ---------- |
|  | Levica | Nataša Sukič | Dan Juvan | Katja Sluga | Fahir Gutić | Zdenka Badovinac | Luka Omladič | Svetlana Slapšak | Tara Kristan | Luka Mesec |

### VESNA - zelena stranka
Novembra je stranka odprla evidentacijski postopek za oblikovanje liste za evropske volitve. K sodelovanju so povabili vse državljane, poudarili so, da članstvo v stranki ni pogoj za umestitev na listo. Blizu sklenitvi dogovora o sodelovanju z Vesno je kočevski župan Vladimir Prebilič. Ta se skupaj z delegacijo stranke udeležil kongresa Evropske zelene stranke v Lyonu, ki je potekal od 2. do 4. februarja 2024.
7. februarja 2024 so v stranki potrdili, da bo nosilec samostojne kandidatne liste stranke kočevski župan Vladimir Prebilič.
8. aprila je Vesna predstavila svojo dokončno listo kandidatov. Nanjo je uvrstila tudi oba sopredsednika stranke ter publicistko Manco Košir.
Zaradi smrti kandidatke Mance Košir dne 2. maja 2024, je Državna volilna komisija 9. maja odločila, da ostane osmo mesto na listi Vesne prazno, z odločitvijo je bila stranka zadovoljna.
|  |       | Nosilec           | 2.            | 3.            | 4.            | 5.          | 6.             | 7.              | 8. | 9.        |
|  | ----- | ----------------- | ------------- | ------------- | ------------- | ----------- | -------------- | --------------- | -- | --------- |
|  | VESNA | Vladimir Prebilič | Urša Zgojznik | Klemen Belhar | Marike Grubar | Uroš Macerl | Andreja Marolt | Ibrahim Nouhoum | /  | Saša Fras |

### DeSUS in Dobra država
Stranka DeSUS je konec leta 2023 opravila pogovore z Vladimirjem Prebiličem, s so nameravali oblikovati partnersko listo za volitve. Na seji sveta stranke dne 30. januarja 2024 pa so odločili, da s Prebiličem na volitvah ne bodo sodelovali, saj da se v nekaterih pomembnih vsebinskih točkah razhajajo. Kongres stranke bo 20. aprila 2024.
Na seji sveta dne 11. marca 2024 so tudi v DeSUSu pričeli z evidentiranjem kandidatov za volitve. Po seji so v sporočilu za javnost poudarili, da imajo ob pripravah na kongres ustanovljenih 91 lokalnih odborov ter da proučujejo tudi možnosti skupnega nastopa s strankami s podobnimi programi. Kot osnovna izhodišča za volitve so določili medgeneracijsko solidarnost, zagotavljanje pokojnin za varno in dostojno starost in optimizacijo javnega zdravstva.
Za položaj na listi so se dogovorili z dolgoletnim mednarodnim dopisnikom RTV Slovenija Urošem Lipuščkom, ki je sprva želel oblikovati samostojno listo, kasneje pa se začel o sodelovanju dogovarjati z nekaterimi neparlamentarnimi strankami, poleg DeSUSa tudi z Dobro državo. 4. aprila je Svet DeSUSa potrdil sodelovanje na skupni listi z Dobro državo ter Lipuščkom na čelu.
Svojo listo so predstavili 18. aprila v Ljubljani, nanjo so uvrstili tudi ekonomista Bogomirja Kovača ter igralko Sašo Pavček.
|  |            | Nosilec       | 2.                     | 3.            | 4.               | 5.         | 6.          | 7.            | 8.                 | 9.            |
|  | ---------- | ------------- | ---------------------- | ------------- | ---------------- | ---------- | ----------- | ------------- | ------------------ | ------------- |
|  | DeSUS + DD | Uroš Lipušček | Doroteja Novak Gosarič | Anton Balažek | Darinka Mravljak | Drago Bulc | Saša Pavček | Stojan Lipolt | Natalija Tripković | Bogomir Kovač |

### Resni.ca
Na evropske volitve se podaja tudi Državljansko gibanje Resni.ca s sloganom Najprej Slovenija!. Svojo listo so objavili 30. marca 2024, nanjo so uvrstili tudi dolgoletno novinarko Polono Frelih, nekdanjega člana DeSUS in policista Bojana Potočnika ter igralko Tanjo Ribič.
Svet stranke je listo potrdil na seji dne 26. aprila 2024, za nosilca liste pa izbral predsednika Zorana Stevanovića.
|  |          | Nosilec          | 2.            | 3.            | 4.             | 5.             | 6.          | 7.          | 8.              | 9.               |
|  | -------- | ---------------- | ------------- | ------------- | -------------- | -------------- | ----------- | ----------- | --------------- | ---------------- |
|  | Resni.ca | Zoran Stevanović | Polona Frelih | Sabina Senčar | Bojan Potočnik | Neven Polajnar | Tanja Ribič | Katja Kokot | Stanko Pušenjak | Branko Gradišnik |

### Nič od tega
Na evropske volitve se podaja tudi satirična stranka Nič od tega, ki je za nosilko predlagala Violeto Tomić. Stranko sta podprla tudi nekdanji evroposlanec Ivo Vajgl in nekdanji grški finančni minister Janis Varufakis.
|  |     | Nosilka       | 2.           | 3.                | 4.            | 5.            | 6.              | 7.           | 8.            | 9.                  |
|  | --- | ------------- | ------------ | ----------------- | ------------- | ------------- | --------------- | ------------ | ------------- | ------------------- |
|  | NOT | Violeta Tomić | Darko Hribar | Tjaša Zorc Rupnik | Janez Stariha | Alenka Pečnik | Gregor Janković | Amadeja Kugl | Tomaž Makovec | Alberto Avguštinčič |

### Zeleni Slovenije
Čeprav svoje kandidature prej niso javno oznanili, so v stranki Zeleni Slovenije odprli volilni račun za kampanjo. Kmalu za tem je v javnosti zaokrožila informacija, da naj bi skupaj s stranko Zelenih na volitvah kandidiral Klemen Grošelj, ki je zaradi nestrinjanja umaknil soglasje za kandidaturo na listi Gibanja Svoboda. Grošelj je govorice o kandidaturi 5. maja 2024 tudi potrdil.
V ponedeljek, 6. maja je kandidaturo uradno potrdila tudi stranka in pritrdila, da je Klemen Grošelj nosilec liste. Med evidentiranimi kandidati naj bi bila tudi nekdanja poslanka iz vrst Gibanja Svoboda Mojca Šetinc Pašek, ki naj bi jo povabil Grošelj sam ter ginekolog Aleksander Merlo, ki je bil skorajšnji nosilec liste Gibanja Svoboda na evropskih volitvah. Merlo je 7. maja potrdil kandidaturo na listi Zelenih z zadnjega mesta liste.
V sredo, 8. maja pa je stranka sporočila, da so zbrali dovolj podpisov podpore za vložitev liste. Svet stranke Zeleni je 8. maja zvečer potrdil končno kandidatno listo, na kandidaturo je nazadnje pristala tudi Mojca Šetinc Pašek.
|  |        | Nosilec        | 2.          | 3.            | 4.             | 5.             | 6.               | 7.            | 8.                 | 9.               |
|  | ------ | -------------- | ----------- | ------------- | -------------- | -------------- | ---------------- | ------------- | ------------------ | ---------------- |
|  | Zeleni | Klemen Grošelj | Nada Pavšer | Bogomil Knavs | Vesna Lavtižar | Milan Gabrovec | Valerija Korošec | Renato Volker | Mojca Šetinc Pašek | Aleksander Merlo |

## Stranke, ki za kandidaturo niso zbrale zadostne podpore

### Piratska stranka
Pirati so napovedali samostojno listo, nosilka liste pa je bila določena decembra 2023, in sicer dolgoletna članica stranke, Urška Orehek.
28. februarja 2024 je Piratska stranka uradno potrdila svojo celotno listo kandidatov za Evropski parlament. Na tiskovni konferenci so sporočili, da v ospredje kampanje postavljajo pomen jedrske energije za zeleni prehod.
10. maja 2024 je stranka vložila listo na DVK, a zgolj z 903 podpisi podpore, zaradi česar jo je Državna volilna komisija naslednjega dne zavrnila.
|  |        | Nosilka      | 2.               | 3.           | 4.         | 5.            | 6.            | 7.         | 8.           | 9.         |
|  | ------ | ------------ | ---------------- | ------------ | ---------- | ------------- | ------------- | ---------- | ------------ | ---------- |
|  | Pirati | Urška Orehek | Jasmin Feratović | Nina Beyokol | Igor Brlek | Petra Kovačec | Patrik Kristl | Maja Šaver | Gregor Nemec | Leon Božič |

## Stranke, ki se za kandidaturo niso odločile

### Slovenska nacionalna stranka
Čeprav so v SNS na kongresu dne 17. marca 2024 določili svojo listo za evropske volitve, in naj bi jo javnosti razkrili na dan uradne vložitve pri DVK, se na koncu za kandidaturo niso odločili. Predsedstvo stranke je 17. aprila namreč sklenilo, da bodo volitve bojkotirali, saj da naj bi šlo že vnaprej za ukradene volitve. Predsednik stranke Zmago Jelinčič je na omrežju X javno podprl kandidata stranke SDS, Branka Grimsa.

### Glas upokojencev
Tudi Glas upokojencev je sprva napovedal udeležbo stranke na evropskih volitvah, a so se kasneje odločili za podporo drugim kandidatom. Na tiskovni konferenci dne 18. aprila 2024 so sporočili, da gre podpora stranke kandidatki SDS, Zali Tomašič.

### Liberalna demokracija Slovenije
V stranki LDS so se aktivirali v zbiranje podpor volivcev za listo stranke Zeleni Slovenije in kandidate liste tudi javno podprli.

### Zdrava družba
V gibanju Zdrava družba so v izjavi za javnost izpostavili po njihovem mnenju diskriminatorno volilno zakonodajo, ki nestrankarskim kandidatkam in kandidatom diktira mnogo večje število potrebnih podpisov in javno podprli Valerijo Korošec iz liste Zeleni Slovenije, kandidatko njihove nestrankarske ljudske liste na parlamentarnih volitvah 2022.

## Javnomnenjske raziskave
| Izvedena                                  | SDS Tomc                     | Svoboda Joveva | NSi Tonin | Vesna Prebilič | SD Nemec | SLS Gregorčič | Resni.ca Stevanović | Levica Sukič | DeSUS+DD Lipušček | NOT Tomić | Zeleni Grošelj | Pirati ZAV | Dr | No | NG | Ne vem | NP | Nbv | Vir    |   |     |   |   |     |     |     |        |
| ----------------------------------------- | ---------------------------- | -------------- | --------- | -------------- | -------- | ------------- | ------------------- | ------------ | ----------------- | --------- | -------------- | ---------- | -- | -- | -- | ------ | -- | --- | ------ | - | --- | - | - | --- | --- | --- | ------ |
| Izvedena                                  | 3. - 5. junij Mediana (Delo) | 20,5           | 18,4      | 7,8            | 7,7      | 6,5           | 6,0                 | 3,9          | 4,4               | 1,9       | 1,5            | 1,5        | Dr | No | NG | Ne vem | NP | Nbv | Vir    | – | 5,8 | / | / | 9,3 | 2,0 | 2,0 | [ 89 ] |
| 3                                         | 3. - 5. junij Mediana (Delo) | 3              | 1         | 1              | 1        | –             | –                   | –            | –                 | –         | –              | –          |    |    |    |        |    |     |        |   | 5,8 | / | / | 9,3 | 2,0 | 2,0 | [ 89 ] |
| 3. - 6. junij Ninamedia (Dnevnik)         | 25,1                         | 19,5           | 6,8       | 13,1           | 10,3     | 6,4           | 5,4                 | 4,8          | 4,4               | 2,1       | 2,1            | –          | /  | /  | /  | /      | /  | /   | [ 90 ] |   |     |   |   |     |     |     |        |
| 3. - 6. junij Ninamedia (Dnevnik)         | 3                            | 2              | –         | 2              | 1        | –             | –                   | –            | –                 | –         | –              | –          | /  | /  | /  | /      | /  | /   | [ 90 ] |   |     |   |   |     |     |     |        |
| 27. - 30. maj Parsifal (n=648) (Nova24TV) | 32,8                         | 17,5           | 12,0      | 7,1            | 9,5      | 6,4           | 3,1                 | 3,2          | 3,5               | 1,8       | 3,1            | –          | /  | /  | /  | /      | /  | /   | [ 91 ] |   |     |   |   |     |     |     |        |
| 27. - 30. maj Parsifal (n=648) (Nova24TV) | 4                            | 2              | 1         | 1              | 1        | –             | –                   | –            | –                 | –         | –              | –          | /  | /  | /  | /      | /  | /   | [ 91 ] |   |     |   |   |     |     |     |        |

## Predvolilna soočenja
Televizija POP TV je pripravila dve soočenji v oddaji 24UR Fokus, soočenja kandidatov ob sredah in četrtkih v oddaji 24UR Zvečer ter veliko soočenje vseh kandidatov (3. junija). Na televiziji Kanal A so pripravili 6-minutne intervjuje z nosilci list v okviru oddaje Svet.
Televizija Slovenija je pripravila soočenja parlamentarnih (20. maja) in neparlamentarnih strank (27. maja), ter veliko soočenje vseh strank (6. junija), predvajano istočasno na TV Slovenija 1, Prvem in portalu MMC. Na Radiu Prvi so pripravili soočenje neparlamentarnih (22. maja) in parlamentarnih strank (29. maja) v okviru oddaje Studio ob 17h.
Na Nova24TV so ob sredah in nato zadnji torek organizirali štiri soočenja, in sicer na temo zelenega prehoda (15. maja), zunanje politike (22. maja), migracij (29. maja) in mladih (4. junija).
Časopisna hiša Delo je pripravila 5 soočenj v okviru podkasta Moč politike, kjer so v kombinacijah gostili vse nosilce list.
Televizija Planet TV je veliko soočenje kandidatov pripravila teden dni pred volitvami (2. junija).
Klub slovenskih podjetnikov (SBC) je organiziral skupno 10 tedenskih soočenj, poleg uvodnega (24. aprila) osem tematskih, in sicer na temo konkurenčnosti slovenskega gospodarstva (8. maja), migracij (10. maja), zelene politike (15. maja), kmetijstva (17. maja), mednarodne trgovine (22. maja), varnostne politike (24. maja), energetike (29. maja) in odnosov s Kitajsko in ZDA (31. maja), ter daljše finalno soočenje (6. junija).